# Unkulunkulu
Unkulunkulu (/uɲɠulun’ɠulu/) (qui signifie "le très beau" en Isizulu) est le dieu créateur des Zoulous.

## Histoire
Dans la mythologie classique et précoloniale des Zoulous, Unkulunkulu serait sorti d'un marais mythique planté de roseaux connu sous le nom d'Uthlanga (ou Uhlanga), à partir desquels il a créé l'humanité et le bétail. Uthlanga est parfois considéré comme une femme. Unkulunkulu a également créé tout ce qui est sur Terre : montagnes, fleuves, animaux, etc. Il a enseigné aux Zoulous comment chasser, faire du feu, et produire de la nourriture. Il est considéré comme l'homme originel ainsi que l'ancêtre de tous les Zoulous. 
Avec l’arrivée des missionnaires chrétiens, Unkulunkulu est devenu le nom de l'être suprême chrétien. Pour les chrétiens, le nom signifie simplement "Dieu". D’autres noms incluent uMdali ("Créateur"), uMvelinqandi ("Avant toute chose") analogue à UMvelinqangi dans la langue isiXhosa.